# 堀詰停留場
堀詰停留場（日语：／ Horizume teiryūjō */?），是位於高知縣高知市本町一丁目，土佐電交通伊野線的電車站。

## 歷史
堀詰停留場在1904年（明治37年）啟用。當時是土佐電交通的前身，土佐電氣鐵道的電車站。當時開通的路線包括了本町線（堀詰至乘出之間，後來為伊野線）和潮江線（梅之辻至棧橋之間），此電車站為伊野線的起點站。
在電車站啟用2年後，潮江線梅之辻至堀詰之間區間開通，潮江線改名為棧橋線。此電車站連接本町線和棧橋線。當時棧橋線於堀詰停留場向南延伸，直至鏡川河旁轉向東邊，直至潮江橋北詰再轉向南邊跨越鏡川前往梅之辻停留場。
後來於1907年（明治41年），堀詰至播磨屋橋至下知的路線（後來為後免線）開通，此電車站成為3方向路線集結的總站。在1928年（昭和3年），棧橋線高知站前至播磨屋橋之間，播磨屋橋至潮江橋北詰之間相續開通，使播磨屋橋停留場成為4個方向的路線集結地，取代此電車站成為新的總站。另一方面，於播磨屋橋至潮江橋北詰之間開通之際，堀詰至潮江橋北詰之間的舊棧橋線路線廢止，使此電車站成為伊野線內的一座電車站。
- 1904年（明治37年）5月2日 - 土佐電氣鉄道本町線堀詰至乘出之間開通，此電車站啟用[5]。
- 1906年（明治39年）4月6日 - 棧橋線梅之辻至堀詰之間的區間開通，此電車站連接本町線和棧橋線[5][6]。
- 1908年（明治41年）10月31日 - 堀詰至下知之間開通[5]。
- 1928年（昭和3年）8月10日 - 棧橋線播磨屋橋至潮江橋北詰之間開通，使堀詰至潮江橋北詰之間的舊線廢止[5][6]。
- 1977年（昭和52年）6月20日 - 下行伊野方向月台向伊野遷移約40米[5]。
- 2014年（平成26年）10月1日 - 土佐電氣鐵道、高知縣交通（日语：高知県交通）和土佐電Dream Service（日语：土佐電ドリームサービス）合併，土佐電交通成立[7]。成為土佐電交通的電車站。

## 電車站構造
電車站是建造在共用道路上，設有2面2線的相對式乘車處。北邊為播磨屋橋站前方向月台，南邊為伊野方向月台。

## 電車站周邊
伊野線路軌在國道32號上行走，沿國道上設有許多都市設施。此電車站至Gurando通停留場都在高知市的「本町」內，為高知市中心。「堀詰」的地名是取自此處從前設有堀川河道的彎位，曾經船隻駛往高知城之際，船隻會在電車站附近的高知市中央公園處停泊。因此古時此電車站附近為交通樞紐，後來交通樞紐轉移至播磨屋橋附近。另外，在中央公園為夜來祭的演舞場之一，該處設有立志社蹟之碑。
- 瑞穗銀行高知分店
- 幡多信用金庫（日语：幡多信用金庫）高知分店
- 大和証券高知分店
- dormy inn（日语：ドーミーイン）高知
  - 高知銀行帶屋町分店
- 高知警署（日语：高知警察署）高知街派出所
- 「堀詰」巴士站

## 相鄰電車站
土佐電交通
伊野線
播磨屋橋－堀詰－大橋通
- 伊野線此電車站至大橋通停留場之間，於1977年（昭和52年）前曾經設有中之橋通停留場。

### 曾經存在的路線
土佐電交通
棧橋線（舊線，於1928年8月10日廢止）
堀詰－潮江橋

## 注腳
1. 1 2 3 4 5 6 7  《土佐電鉄が走る街 今昔》28-29頁
2. 1 2  川島令三. . 【図説】 日本の鉄道. 第2巻 四国西部エリア. 講談社. 2013: 41・92頁. ISBN 978-4-06-295161-6.
3. 1 2  川島令三.  四國篇. 草思社. 2007: 280–282. ISBN 978-4-7942-1615-1 （日语）.
4. ↑  《土佐電鉄が走る街 今昔》54頁
5. 1 2 3 4 5 6  《土佐電鉄が走る街 今昔》98・156-158頁
6. 1 2 3  今尾惠介（監修）. . 11 中国四国. 新潮社. 2009: 59-61. ISBN 978-4-10-790029-6 （日语）.
7. ↑  上野宏人. . 毎日新聞 (毎日新聞社). 2014-10-02 （日语）.